# Dalto Martins
Dalto da Costa Martins (Breves, 5 de janeiro de 1961 – Macapá, 20 de abril de 2012) foi um médico, biólogo e político brasileiro.

## Biografia
Foi deputado estadual por três mandatos consecutivos na Assembleia Legislativa do Amapá pelo Partido do Movimento Democrático Brasileiro. O parlamentar também foi tenente da reserva da Polícia Militar do Estado de São Paulo, legista da Politec e piloto amador.
Morreu em um acidente aéreo quando o seu Cessna 206 (prefixo PR-CRR) caiu poucos minutos após decolar de Macapá com destino a Manaus. Por estar presidindo a CPI da saúde pública no Amapá, houve especulações que o seu acidente foi uma sabotagem para interromper as investigações.